# Vetralla
Vetralla – miejscowość i gmina we Włoszech, w regionie Lacjum, w prowincji Viterbo.
Według danych na rok 2004 gminę zamieszkiwało 11 708 osób, 103,6 os./km².